# Miss Terra 2008
Miss Terra 2008, ottava edizione di Miss Terra, si è tenuta presso il Clark Expo Amphitheater di Angeles nelle Filippine il 9 novembre 2008. L'evento è stato presentato da Billy Crawford, Priscilla Meirelles e Riza Santos e trasmesso da ABS-CBN e Filipino Channel. La filippina Karla Henry è stata incoronata Miss Terra 2008.

## Risultati

### Piazzamenti
| Risultato finale | Concorrente |
| ---------------- | --- |
| Miss Terra 2008  | - Filippine - Karla Henry |
| Miss Aria        | - Tanzania - Miriam Odemba |
| Miss Acqua       | - Messico - Abigail Elizalde |
| Miss Fuoco       | - Brasile - Tatiane Alves |
| Finaliste        | - Colombia - Mariana Rodriguez - Spagna - Adriana Reverón - Svizzera - Nasanin Nuri - Venezuela - Daniela Torrealba |
| Semifinaliste    | - Corea del Sud - Seo Seol-hee - Nigeria - Uko Ezinne - Polonia - Karolina Filipkowska - Rep. Ceca - Hana Svobodová - Romania - Ruxandra Popa - Russia - Anna Mezentseva - Stati Uniti d'America - Jana Murrell - Thailandia - Piyaporn Deejing |

Nota: A differenza che in altri concorsi, in Miss Terra non ci sono finaliste. Invece vengono assegnati i titoli di Miss Aria, Miss Acqua e Miss Fuoco, alle tre concorrenti con il punteggio più alto dopo la vincitrice.

### Riconoscimenti speciali
| Riconoscimento             | Nazione   | Concorrente          |
| -------------------------- | --------- | -------------------- |
| Best in National Costume   | Panama    | Shassia Ubillús      |
| Best in Swimsuit           | Messico   | Abigail Elizalde     |
| Best in Long Gown          | Venezuela | Daniela Torrealba    |
| Miss Friendship            | Ecuador   | Andrea Leon Janzso   |
| Miss Photogenic            | Filippine | Karla Henry          |
| Miss Earth Designers Award | Filippine | Karla Henry          |
| Miss Talent                | Australia | Rachael Margot Smith |

## Giudici
- Lourdes Atienza - Filantropa
- Stephan Elsner - Stilista
- Tom Hansen - Ambientalista
- Hong Jin - Direttore regionale di Korean Air
- Philip Lo - Regista
- Lisa Macuja-Elizalde - Prima Ballerina
- Andrea Mastellone - Manager di Traders Hotel Manila
- Rizalino Navarro - Presidente di Clark Development Corporation
- Samuel West Stewart - Ambientalista
- Leo Valdez - Cantante/attore
- Ping Valencia - Modella

## Musiche di sottofondo
- Numero di apertura: Yves Larock - Rise Up e Pussycat Dolls - When I Grow Up
- Sfilata in costume da bagno: Enur feat. Natasha - Calabria
- Sfilata in abito da sera: Coldplay - Viva la vida

## Concorrenti
| Nazione                          | Concorrente           | età | Statura | Città                    |
| -------------------------------- | --------------------- | --- | ------- | ------------------------ |
| Albania                          | Rudina Suti           | 23  | 1.78    | Gjirokastër              |
| Argentina                        | Camila Solórzano      | 18  | 1.76    | Tucumán                  |
| Australia                        | Rachael Margot Smith  | 23  | 1.79    | Perth                    |
| Bahamas                          | Garnell Storr         | 25  | 1.70    | Mushca Cay               |
| Belgio                           | Debby Gommeren        | 20  | 1.76    | Anversa                  |
| Bhutan                           | Tsokye Karchung       | 24  | 1.75    | Thimphu                  |
| Bolivia                          | Carolina Urquiola     | 23  | 1.76    | La Paz                   |
| Bosnia ed Erzegovina             | Alisa Zlatarevic      | 20  | 1.76    | Sarajevo                 |
| Botswana                         | Nametso Ngwako        | 19  | 1.73    | Serowe                   |
| Brasile                          | Tatiane Alves         | 24  | 1.77    | Conselheiro Lafaiete     |
| Canada                           | Denise Garrido        | 21  | 1.76    | Bradford                 |
| Cina                             | Zhou Yingkun          | 22  | 1.82    | Shandong                 |
| Cina Taipei                      | Tsai Yin-Yin          | 22  | 1.75    | Taipei                   |
| Colombia                         | Mariana Rodríguez     | 20  | 1.80    | Cali                     |
| Corea del Sud                    | Seo Seol-hee          | 19  | 1.78    | Taegu                    |
| Costa Rica                       | Wendy Cordero         | 20  | 1.75    | Cartago                  |
| Cuba                             | Jessica Silva         | 18  | 1.77    | Camagüey                 |
| Ecuador                          | Andrea Carolina León  | 20  | 1.70    | Machala                  |
| El Salvador                      | Teresita Gómez        | 23  | 1.73    | San Salvador             |
| Etiopia                          | Kidan Tesfahun        | 24  | 1.80    | Addis Ababa              |
| Filippine                        | Karla Henry           | 21  | 1.73    | Cebu                     |
| Finlandia                        | Minna Nikkila         | 21  | 1.70    | Tampere                  |
| Francia                          | Charlotte Lagauzere   | 24  | 1.81    | Bayonne                  |
| Galles                           | Jamie Lee Williams    | 22  | 1.70    | Powys                    |
| Georgia                          | Sopiko Svimonishvili  | 20  | 1.80    | Rustavi                  |
| Germania                         | Dayana Schult         | 18  | 1.80    | Schwerin                 |
| Ghana                            | Sara Adoley Addo      | 24  | 1.65    | Accra                    |
| Giamaica                         | Simone Burke          | 21  | 1.73    | St. Andrew               |
| Giappone                         | Akemi Fukumura        | 26  | 1.78    | Tokyo                    |
| Grecia                           | Ria Antōniou          | 19  | 1.75    | Atene                    |
| Guadalupa                        | Jennifer Desbouiges   | 22  | 1.75    | Basse-Terre              |
| Guam                             | Jennifer Neves        | 26  | 1.85    | Hagåtña                  |
| Honduras                         | Kenia Andrade         | 22  | 1.78    | Atlántida                |
| India                            | Tanvi Vyas            | 22  | 1.74    | Vadodara                 |
| Indonesia                        | Hedhy Kurniati        | 22  | 1.70    | Giacarta                 |
| Inghilterra                      | Caroline Duffy        | 21  | 1.75    | York                     |
| Irlanda del Nord                 | Gemma Walker          | 23  | 1.75    | Slievemore               |
| Israele                          | Lin Mor               | 18  | 1.73    | Tel Aviv                 |
| Italia                           | Caterina Pasquale     | 24  | 1.73    | Crotone                  |
| Kosovo                           | Yllka Berisha         | 20  | 1.78    | Pristina                 |
| Lettonia                         | Anita Baltruna        | 25  | 1.75    | Jelgava                  |
| Libano                           | Pamela Saade          | 25  | 1.74    | Beirut                   |
| Liberia                          | Marit Woods           | 21  | 1.71    | Monrovia                 |
| Lituania                         | Ingrida Kazlauskaite  | 24  | 1.73    | Kaunas                   |
| Lussemburgo                      | Nadia Neves Pereira   | 22  | 1.75    | Lussemburgo              |
| Macao                            | Qian Wei-Na           | 22  | 1.73    | Macao                    |
| Malaysia                         | Audrey Ng             | 23  | 1.70    | Perak                    |
| Malta                            | Maria Galea           | 18  | 1.73    | La Valletta              |
| Martinica                        | Violene Grainville    | 18  | 1.70    | Fort-de-France           |
| Messico                          | Abigail Elizalde      | 23  | 1.83    | Torreón                  |
| Nicaragua                        | Thelma Rodríguez      | 19  | 1.75    | Chinandega               |
| Nigeria                          | Uko Ezinne            | 22  | 1.74    | Lagos                    |
| Nuova Zelanda                    | Rachel Crofts         | 20  | 1.74    | Manawatu                 |
| Paesi Bassi                      | Melanie de Laat       | 22  | 1.75    | Utrecht                  |
| Pakistan                         | Nosheen Idrees        | 22  | 1.74    | Jhelum                   |
| Panama                           | Shassia Ubillús       | 25  | 1.72    | Panama                   |
| Perù                             | Giuliana Zevallos     | 20  | 1.80    | Loreto                   |
| Polonia                          | Karolina Filipkowska  | 20  | 1.80    | Łódź                     |
| Repubblica Ceca                  | Hana Svobodová        | 19  | 1.75    | Zadní Zhořec na Vysočině |
| Repubblica del Congo             | Katissia Kouta        | 23  | 1.72    | Brazzaville              |
| Repubblica Democratica del Congo | Olga Yumba            | 21  | 1.71    | Kasai Orientale          |
| Repubblica Dominicana            | Diana González Flores | 18  | 1.73    | San Francisco de Macorís |
| Romania                          | Ruxandra Popa         | 21  | 1.80    | Abrud                    |
| Ruanda                           | Cynthia Akazuba       | 18  | 1.70    | Kigali                   |
| Russia                           | Anna Mezentseva       | 23  | 1.81    | Mosca                    |
| Scozia                           | Courtney St. John     | 22  | 1.77    | Glasgow                  |
| Serbia                           | Bojana Traljic        | 18  | 1.80    | Subotica                 |
| Singapore                        | Ivy Leow Kian Peng    | 25  | 1.70    | Singapore                |
| Slovacchia                       | Martina Tóthová       | 20  | 1.75    | Piešťany                 |
| Slovenia                         | Sara Frančeškin       | 18  | 1.76    | Lubiana                  |
| Spagna                           | Adriana Reverón       | 23  | 1.77    | Tenerife                 |
| Stati Uniti d'America            | Jana Murrell          | 26  | 1.81    | Omaha                    |
| Sudafrica                        | Matapa Maila          | 23  | 1.75    | Limpopo                  |
| Sudan del Sud                    | Nok Nora Duany        | 18  | 1.81    | Giuba                    |
| Suriname                         | Priscilla Yhap        | 22  | 1.75    | Paramaribo               |
| Svezia                           | Fanny Blomé           | 18  | 1.82    | Norrköping               |
| Svizzera                         | Nasanin Nuri          | 21  | 1.73    | Teheran                  |
| Tahiti                           | Vahinetua Flaccadori  | 19  | 1.75    | Papeete                  |
| Tanzania                         | Miriam Odemba         | 25  | 1.75    | Arusha                   |
| Thailandia                       | Piyaporn Deejing      | 19  | 1.73    | Nakhon Ratchasima        |
| Turchia                          | Demet Karadeniz       | 25  | 1.78    | Ankara                   |
| Turks e Caicos                   | Sessily Pratt         | 18  | 1.70    | Providenciales           |
| Uganda                           | Daisy Nabagereka      | 22  | 1.75    | Kampala                  |
| Ungheria                         | Krisztina Polgár      | 21  | 1.75    | Törökszentmiklós         |
| Venezuela                        | Daniela Torrealba     | 19  | 1.75    | San Cristóbal            |